# Enric Garriga i Trullols
Enric Garriga i Trullols (31 de mayo de 1926 – 17 de noviembre de 2011) fue un activista independentista catalán, uno de los grandes impulsores del nacionalismo occitano. Trullols fue el fundador y presidente de diferentes organizaciones catalanas cono el Cercle d'Agermanament Occitano-Català (CAOC) y el Institut de Projecció Exterior de la Cultura Catalana (IPECC).
Se graduó como ingeniero químico en la Escuela Universitaria de Ingeniería Técnica Industrial y ejerció en el Departamento de Industria de la Generalidad de Cataluña hasta su jubilación en 1996. En 1973 recibió el certificado de aptitud de la Junta Asesora para la Enseñanza del Catalán de Òmnium Cultural, que le acreditaba como profesor de catalán. Entre 1974 y 1976, fue militante del Partit Popular de Catalunya, un partido catalanista del que fue secretario general Joan Colomines i Puig. Entre 1975 y 1977 dirigió el Ámbito de Proyección Exterior del Congreso de Cultura Catalana. En 1978 fue miembro fundador del Institut de Projecció Exterior de la Cultura Catalana (IPECC) donde a partir de 1997 fue el presidente y desde donde impulsó la construcción de monumentos a personalidades catalanas en Argentina, Alemania y Bélgica. Ese mismo año participó activamente en la fundación del Cercle d'Agermanament Occitano-Català donde asumió la presidencia en 2001.
Enric Garriga fue defensor y divulgador de la lengua, la cultura, la historia catalana. Su objetivo prioritario, tanto en su trayectoria dentro del IPECC y el CAOC como su participación en plataformas políticas, cívicas y culturales, fue siempre conciliar voluntades y unir esfuerzos para conseguir la unidad de acción del independentismo catalán.
Desde el CAOC trabajó a favor del nacionalismo occitano y de su renacimiento lingüístico, cultural y cívico. Organizó proyectos y actos por el hermanamiento catalano-occitano, como el Eurocongrero 2000 y su participación en la Ley del occitano promulgada por el Parlamento de Cataluña, el 22 de septiembre de 2010.